# Raffaello Ivaldi

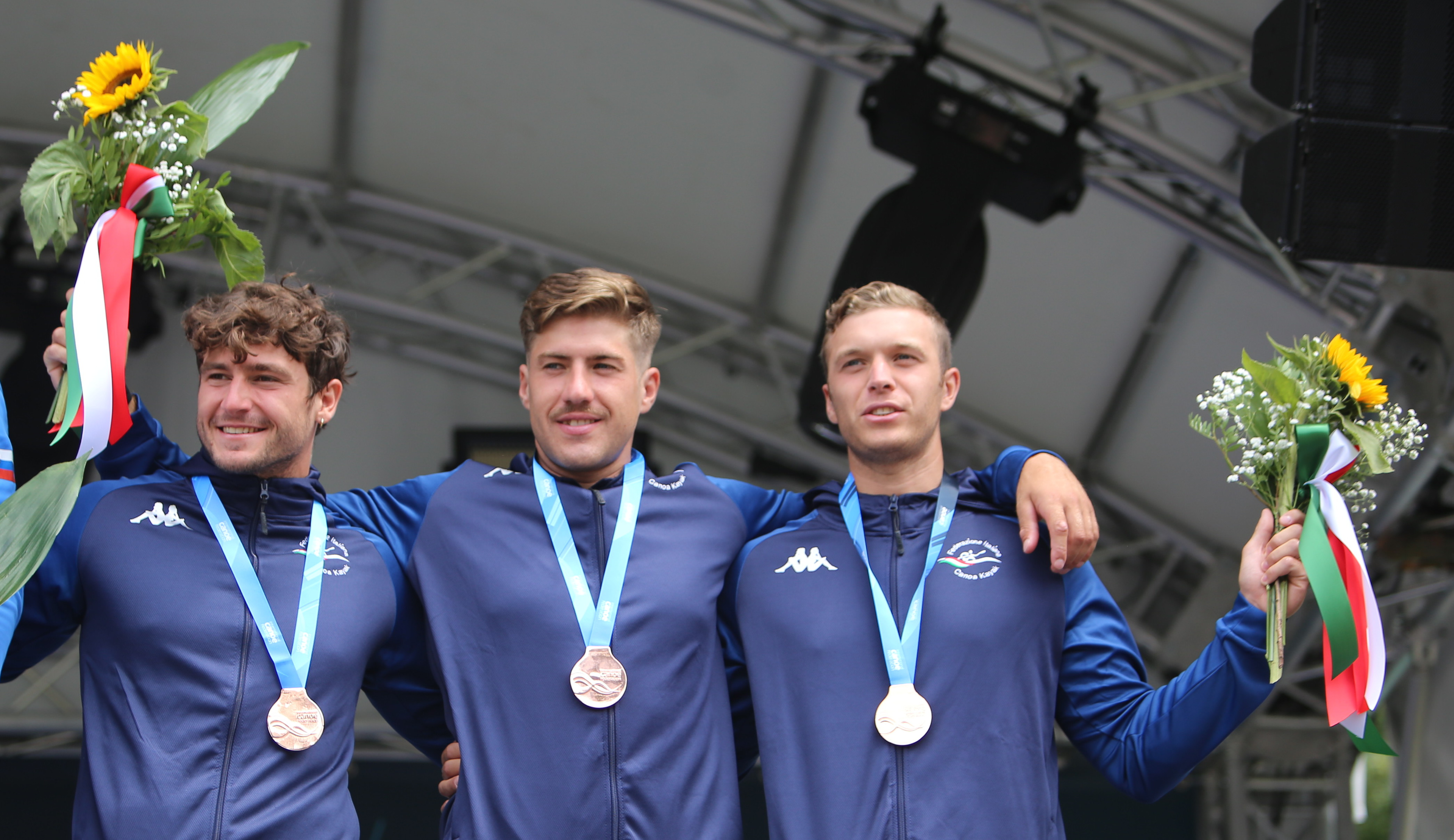
Raffaelo Ivaldi (a sinistra), medaglia di bronzo nel 2022

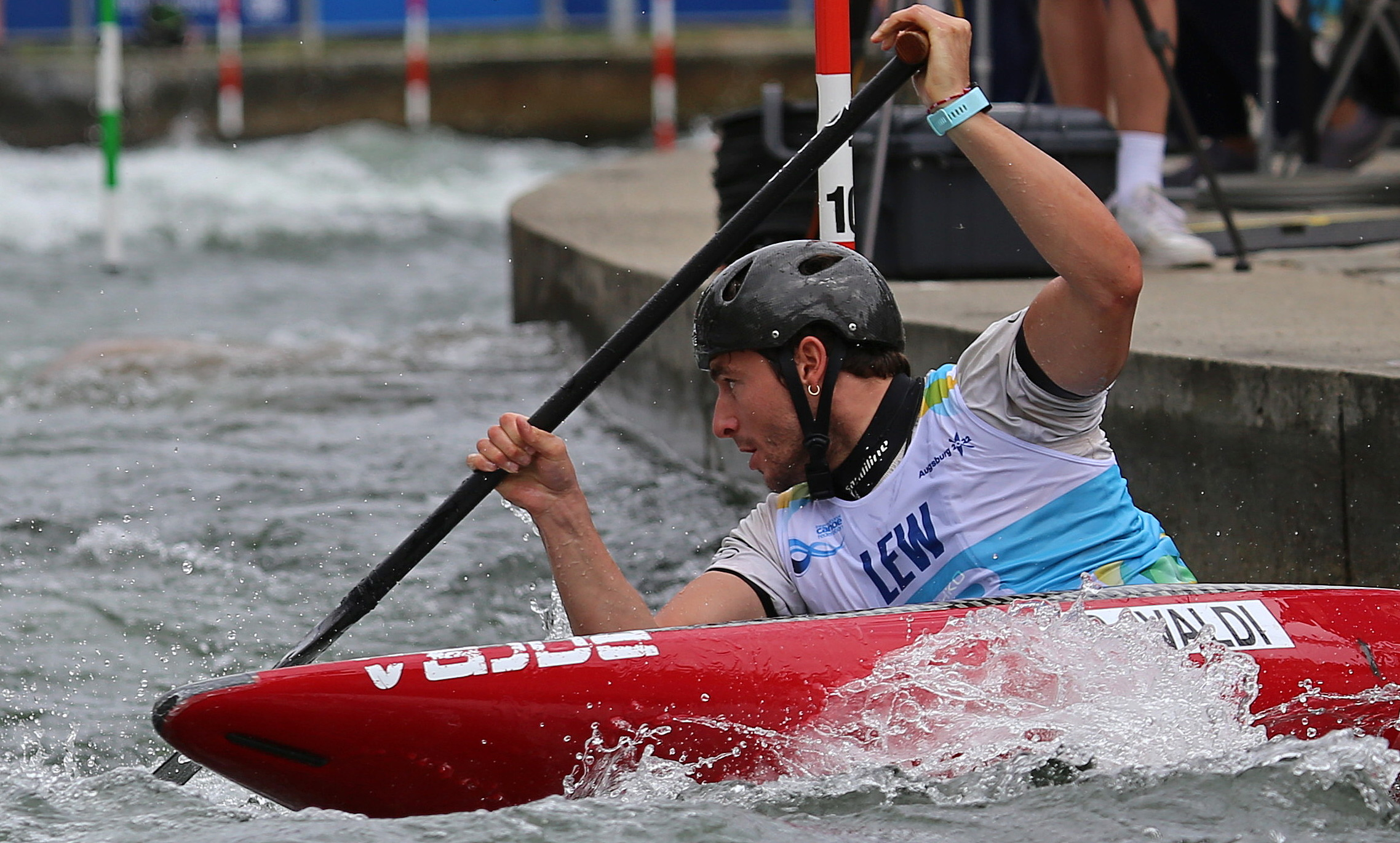
Raffaello Ivaldi in débordé

Raffaello Ivaldi (Verona, 16 dicembre 1997) è un canoista italiano, specializzato nella disciplina della canoa slalom.

## Biografia
Figlio di Ettore Ivaldi e Marina Bertoldi, è fratello di Zeno Ivaldi. Gareggia per il Canoa Club Verona e per la Marina militare.
Agli europei di canoa slalom di Lubiana 2017 ha vinto la medaglia di bronzo nel C1 a squadre con Roberto Colazingari e Stefano Cipressi, piazzandosi alle spalle della Germania (Sideris Tasiadis, Nico Bettge e Franz Anton) e Slovenia (Benjamin Savšek, Luka Božič e Anže Berčič).
Agli europei di canoa slalom di Ivrea 2021 ha ottenuto la medaglia d'argento nel C1 a squadre, con Roberto Colazingari e Flavio Micozzi, completando la gara dietro agli slovacchi Alexander Slafkovský, Michal Martikán e Matej Beňuš.
Nell'agosto del 2023, al Parc Olimpic del Segre a La Seu d'Urgell vince una gara di Coppa del Mondo, con un percorso netto e un tempo di 96.52, un secondo e 01 in meno dello sloveno Bozic Luka. Terzo in classifica generale della Coppa del Mondo. 
Nel maggio 2025 partecipa al Canoe Slalom European Championships a Vaires sur Marne, sul Canale Olimpico di Parigi 2024, concludendo la qualifica al 31 posto, primo degli esclusi. Settimo nella gara a squadre.  

## Palmarès
Europei di canoa slalom
- Skopje/Mkd 2014: oro in C 1
- Krakow/Pol 2015: bronzo nel C1 a squadre U23
- Lubiana/Slo 2017: bronzo nel C1 a squadre;
- Krakow/Pol 2019: oro nel C1 a squadre U23
- Ivrea/Ita 2021: argento nel C1 a squadre;

Mondiali di canoa slalom
- Augusta 2022: bronzo nel C1 a squadre
- Lee Valley/Gbr 2023: bronzo nel C1 a squadre

Coppa del Mondo canoa slalom
- La Seu d'Urgell/Spa 2023: oro nel C1